# Domenico Starnone

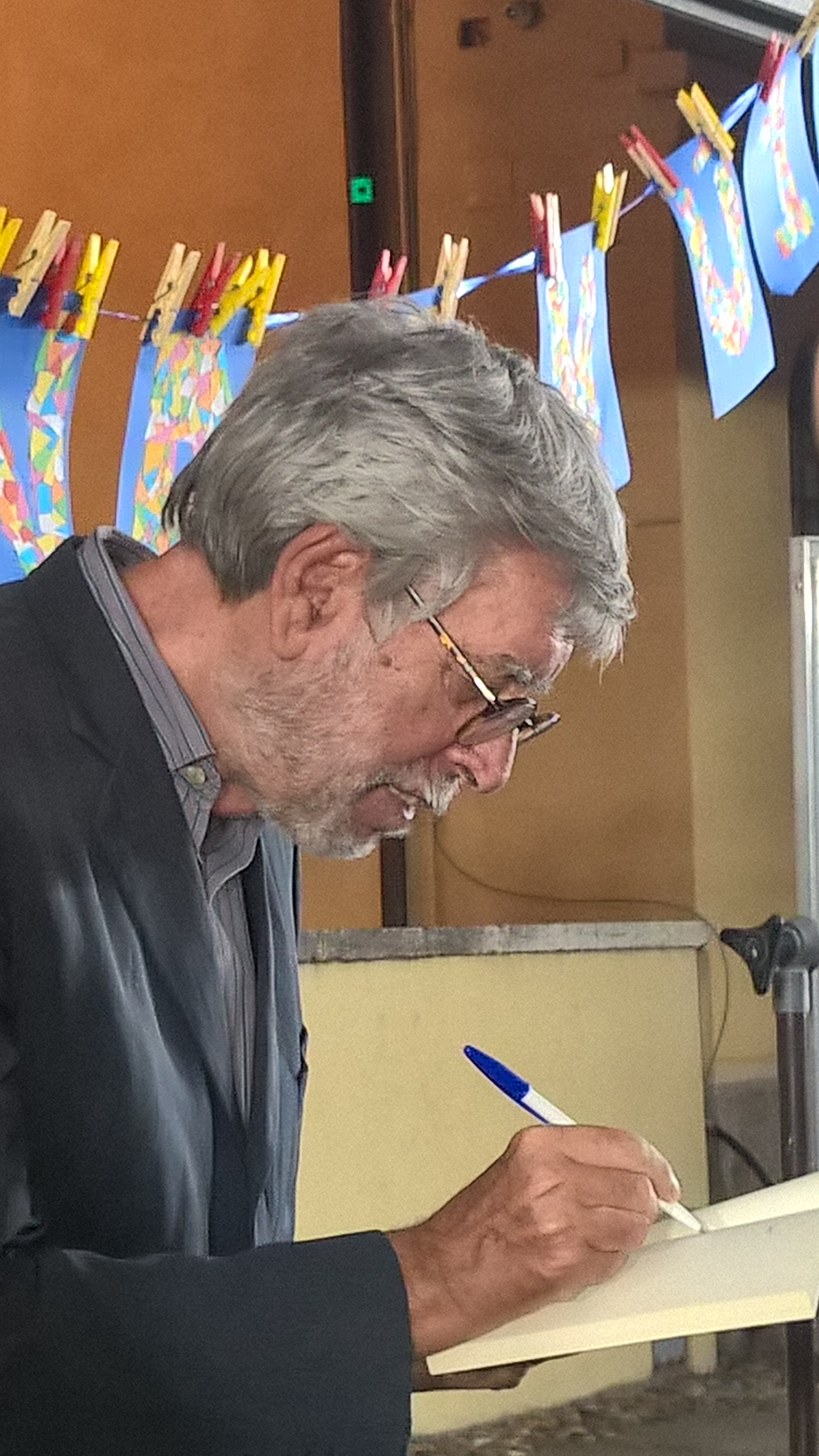
Domenico Starnone

Domenico Starnone (* 1943 in Saviano) ist ein italienischer Schriftsteller, Drehbuchautor und Journalist.

## Leben
Starnone schreibt u. a. für das Feuilleton der Zeitungen L’Unità, Il Manifesto und für satirische Zeitschriften wie Cuore und Tango. Dabei sind die Themen generell von seiner Berufstätigkeit als Lehrer geprägt. Sein besonderes Interesse gilt der Italienisch- und Geschichtsdidaktik.
Als Drehbuchautor war er vor allem an folgenden Filmen beteiligt: La scuola (dt.: Die Schule; 1995) von Daniele Luchetti, Auguri, Professore (Glückwunsch, Herr Lehrer!; 1997) von Riccardo Milani und Denti (Zähne; 2000) von Gabriele Salvatores.
Sein am meisten beachtetes Buch ist Via Gemito, das 2001 den Premio Strega gewonnen hat. Sein Roman Lacci (deutsch: Auf immer verbunden) wurde 2020 von Daniele Luchetti verfilmt, wobei er am Drehbuch mitschrieb.
Starnone ist mit der Übersetzerin Anita Raja verheiratet, über die gesagt wird, dass sie unter dem Pseudonym Elena Ferrante publiziert. Der Computerlinguist Jacques Savoy argumentiert mit Hilfe computergestützter stilometrischer Methoden, dass Starnone hinter diesem Pseudonym steht.

## Werke

### Originalausgaben (Auswahl)
- Ex cattedra (1988)
- Il salto con le aste (1989)
- Segni d'oro (1990)
- Fuori registro (1991)
- Sottobanco (1992)
- Eccesso di zelo (1993)
- Appunti sulla maleducazione di un insegnante volenteroso (1995)
- Denti (1996)
- La retta via (1997)
- Via Gemito (2000); ausgezeichnet mit dem Premio Strega 2001
- Prima esecuzione (2007)
- Lacci (2014)
- Confidenza (2019), 2024 als Confidenza verfilmt
- Vita mortale e immortale della bambina di Milano (2021)
- Il vecchio al mare (2024)

### Deutsche Übersetzungen
- Sternenwagen. Übersetzung Benno Boudgoust. Djre, Bonn 1992, ISBN 3-928981-00-5
- Via Gemito. Übersetzung Gerhard Kofler. Haymon, Innsbruck / Wien 2005, ISBN 3-85218-476-2
- Das Rasiermesser. Übersetzung Helene Flöss. Haymon, Innsbruck / Wien 2006, ISBN 3-85218-506-8
- Auf immer verbunden. DVA, München 2018, ISBN 978-3421048073
- Im Vertrauen. Übersetzung Martin Hallmannsecker. Wagenbach, Berlin 2021, ISBN 978-3-8031-1357-3